# Geteert & gefedert
Geteert & gefedert ist das Debütalbum des deutschen Techno-Produzenten Helmut „Hell“ Geier. Es erschien 1994 auf Peter Wachas Plattenlabel Disko B.
Im Jahr 1999 erschien das Album als Kassette bei dem bulgarischen Label Wizard. Eine Wiederveröffentlichung des Albums erschien 10 Jahre nach der ersten Veröffentlichung erneut auf Disko B.

## Entstehung
Das Album entstand als Zusammenstellung unterschiedlicher Stücke, die von Geier gemeinsam mit verschiedenen Musikern wie dem Münchener Richard Bartz oder dem Berliner Mijk van Dijk produziert wurden.
Geier begann mit den Arbeiten an Geteert & gefedert im April des Jahres 1993. Nachdem er ein Jahr zuvor auf dem niederländischen Label R&S Records seine Single My Definition Of House Music (RS 92020) veröffentlicht hatte, die sich schnell europaweit zum Clubhit entwickelte, wollte er für R&S eine Nachfolgesingle produzieren.
Während seiner Tätigkeit im Berliner Plattenladen Hard Wax lernte Geier den DJ und Musiker Mijk van Dijk kennen, mit dem er erste gemeinsame Stücke produzierte. Erster Track war Herz, der von einer Voodoo-Szene aus dem Thriller Angel Heart inspiriert wurde. Geier sampelte zunächst die Herztöne aus der Filmszene und kombinierte sie mit Samples eines alten Detroit-Techno-Stücks.
Als nächster Track entstand Hot On The Heels Of Love als Techno-Neubearbeitung des gleichnamigen Musikstücks der britischen Industrial-Band Throbbing Gristle aus deren 1979er Album 20 Jazz Funk Greats. Auch hier sampelten Geier und van Dijk zunächst die Drumsounds sowie einige Teile des Gesangs und produzierten auf dieser Basis ihre Version des Tracks.
Geier schickte die ersten Stücke an den R&S-Gründer Renaat Vandepapeliere, der das Material jedoch nicht über sein Label veröffentlichen wollte.
Während der Aufnahmen schenkte Geiers Bruder ihm ein Babybuch mit einer Kassette, welche das Hör-Erlebnis ungeborener Kinder nachempfinden sollte. Nachdem sein Bruder ihm berichtet hatte, dass er die Kassette bei Schlafschwierigkeiten seines Sohnes einsetze, begann Geier mit der Produktion des Tracks Im Mutterleib, der weitgehend aus leisen und gedämpften, in einem Loop schleifenden Tonsequenzen bestand.
Zum Clubhit My Definition Of House Music, der im Original stark auf klassischen Cello-Klängen basierte ließ Hell vom österreichischen Produzententeam Northstar (Erdem Tunakan, Patrick Pulsinger, Electric Indigo) einen Remix anfertigen. Die Neubearbeitung des Clubhits fiel extrem minimalistisch aus und war zusätzlich sehr leise aufgenommen. Hell hatte von Northstar einen Remix mit „Low Budget Atmosphere“ angefragt. Nachdem war er anfangs mit der Northstar-Version nicht zufrieden war, gefiel ihm die reduzierte Produktionsweise nach mehrmaligem Hören und so wählte er den Track letztlich doch für das Album aus.
Geier setzte gemeinsam mit dem Musiker Richard Bartz die Produktion weiterer Stücke fort und produzierte mit I Feel Love einen vergleichsweise harten und schnellen Acid Techno Track sowie das düstere und langsame Stück Allerseelen. Nachdem Geier auch für Allerseelen keine positive Reaktion von Vandepapeliere erhalten hatte, wollte er den Track noch einmal neu aufnehmen, wobei als letzter Track des Albums My Life Is Hell entstand.
Im April des Jahres 1994 erschien Geteert & gefedert dann als Katalognummer db 20 auf dem Münchner Label Disko B. Nach Live At Caesar’s Palace (db 11) des Projekts Caesar (unter anderem Tommi Eckart) war es damit die zweite Album-Veröffentlichung auf Peter Wachas Label.

## Titelliste
1. Herz – 11:36 (DJ Hell, Mijk van Dijk)
2. My Life Is Hell – 7:46 (DJ Hell, Richard Bartz)
3. I Feel Love – 8:28 (DJ Hell, Richard Bartz)
4. Allerseelen – 9:01 (DJ Hell, Richard Bartz)
5. Hot On The Heels Of Love (DJ Hell, Mijk van Dijk)
6. Definition Of House (Northstar Remix) – 6:22 (DJ Hell, Remix von Northstar)
7. Im Mutterleib – 3:12 (DJ Hell)

## Covergestaltung
Das Cover zeigt Geier in einem schwarzen Outfit voller Federn, der damit optisch den Bezug zur titelgebenden Foltermethode Teeren und Federn aufgreift. Im Hintergrund sind verschieden große Schriftzüge des Künstlernamens und ein Disko-B-Logo abgebildet.
Zusätzlich zu den normalen Vinyl- und CD-Versionen erschien eine auf 100 Stück limitierte Platte mit einem Feder-Look. Die Schallplattencover wurden im Presswerk mit Federn eingeschweißt. In einem Interview mit der Frontpage erinnerte sich Hell an den Produktionsprozess:

„Ich habe echt nicht gewußt wie das aussieht. Die Platten kamen an und ich mach die Kiste auf und es staubt nur so und die Federn kommen mir entgegen. Zuerst dacht ich, es darf nicht wahr sein. Die Tracklist war nicht im Umschlag und ich habe mit dem Gedanken gespielt die Cover noch mal aufzuschneiden, habe sie aber dann doch so gelassen. Die Platten sind so versendet worden, nur mit Federn. Am Anfang war ich schockiert, aber dann dachte ich mir, jeder muß damit klarkommen.“

## Rezeption
Das deutsche Techno-Magazin Frontpage gab der Platte bei Veröffentlichung 1994 eine durchschnittliche Kritik:

„Eine sehr persönliche Platte von DJ Hell. Eine Platte nicht in „einem“ Stil und nicht ohne Stil. … Meine persönlichen Favoriten sind ‚I Feel Love‘ … [und] … ‚Hot On The Heels Of Love‘ … Der Northstar Remix von ‚My Definition Of House‘ ist im Gegensatz, nicht nur dazu, dermaßen unterkühlt und frei von Materie, daß man erschreckt und zuerst über sich selbst, da man nicht direkt begreift, warum da, wo normaler Weise etwas seien müßte, nichts oder nur im Hintergrund etwas ist.“

Für die Stücke I Feel Love und Hot On The Heels Of Love vergab der Frontpage-Redakteur die hohe Wertung von sechs Sternen, bei den restlichen Tracks müsse der Hörer „selbst urteilen!“
Der Kritiker Andy Kellman vergab auf der Musikwebsite Allmusic für das Re-Release der Platte aus dem Jahr 2004 ebenfalls die durchschnittliche Wertung von 2,5 von insgesamt 5 möglichen Sternen. Im Rückblick urteilte er, das Album sei im Gefolge des 1998 erschienene Nachfolgealbums Munich Machine mehr oder weniger in Vergessenheit geraten. Hell mixe auf Geteert & gefedert House, Techno und EBM-Zwischentöne, das Ergebnis bleibe aber „durchwachsen“. Positiv hob er die gemeinsam mit Richard Bartz entstandenen Stücke hervor.

## Musikvideos
Den Track Herz und die Originalversion des Stücks Definition Of House verwendete Hell 1995 für seinen Beitrag zur X-Mix-Reihe des Labels STUD!O K7. Wie bei der X-Mix-Reihe üblich entstand begleitend zum DJ-Set ein Musikvideo mit Computeranimationen, das auch als VHS veröffentlicht wurde. Das Herz-Videosegment aus diesem Mix wurde Mitte der 1990er Jahre wiederholt in der Viva-Sendung Housefrau aufgeführt.